# Icograda

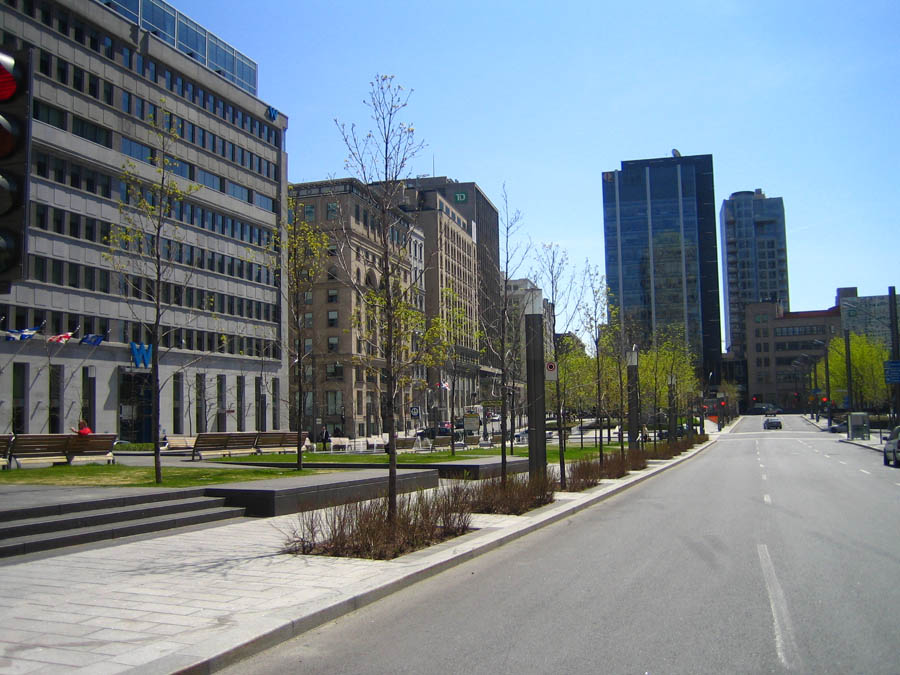
Siedziba Icograda w Montrealu

Icograda (ang. International Council of Design – Międzynarodowa Rada Stowarzyszeń Grafików Projektantów) – stowarzyszenie powstałe 27 kwietnia w 1963 roku, dzięki osobom zawodowo zajmującym się projektowaniem grafiki użytkowej i komunikacją wizualną. Do Rady należą instytucje artystyczne, grupy ze środowisk twórczych z wielu krajów świata (obecnie jest ich ok. 48).
Stowarzyszenie organizuje wystawy pod nazwą „Icograda Design Week”, którym patronuje.
Polskimi członkami Rady są m.in.: Muzeum Plakatu w Wilanowie, agencja Supremum Group, Stowarzyszenie Twórców Grafiki Użytkowej, ASP w Krakowie, w przeszłości byli nimi m.in. Józef Mroszczak, Ryszard Otręba.